# Täsch
Täsch – miejscowość i gmina (Politische Gemeinde) w południowej Szwajcarii, w kantonie Valais, w okręgu (Bezirk) Visp. Leży w dolinie Mattertal, w Alpach Pennińskich, w pobliżu Zermatt. Kończy się tu droga główna nr 213 prowadząca przez dolinę. Dalej do Zermatt można dojechać tylko pociągiem. 
Täsch jest dużą bazą narciarską i ośrodkiem sportowym. W 1985 roku odbyły się tutaj mistrzostwa świata juniorów w narciarstwie klasycznym.

## Demografia
W Täsch mieszka 1321 osób. W 2021 roku 59,1% populacji gminy stanowiły osoby urodzone poza Szwajcarią. 

## Transport
Przez teren gminy przebiega droga główna nr 213. 

## Galeria

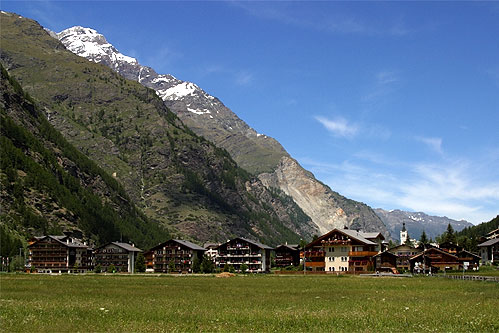
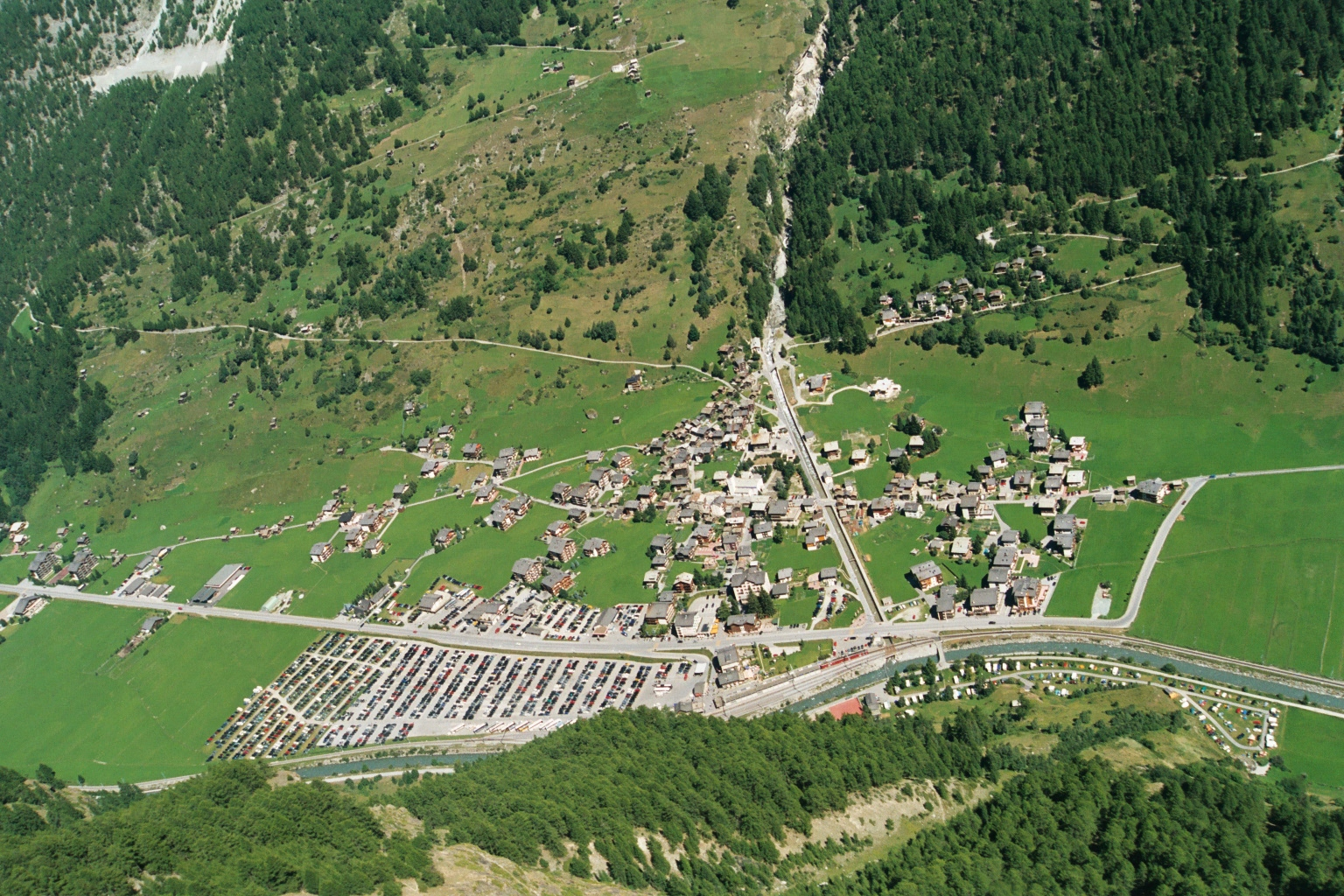
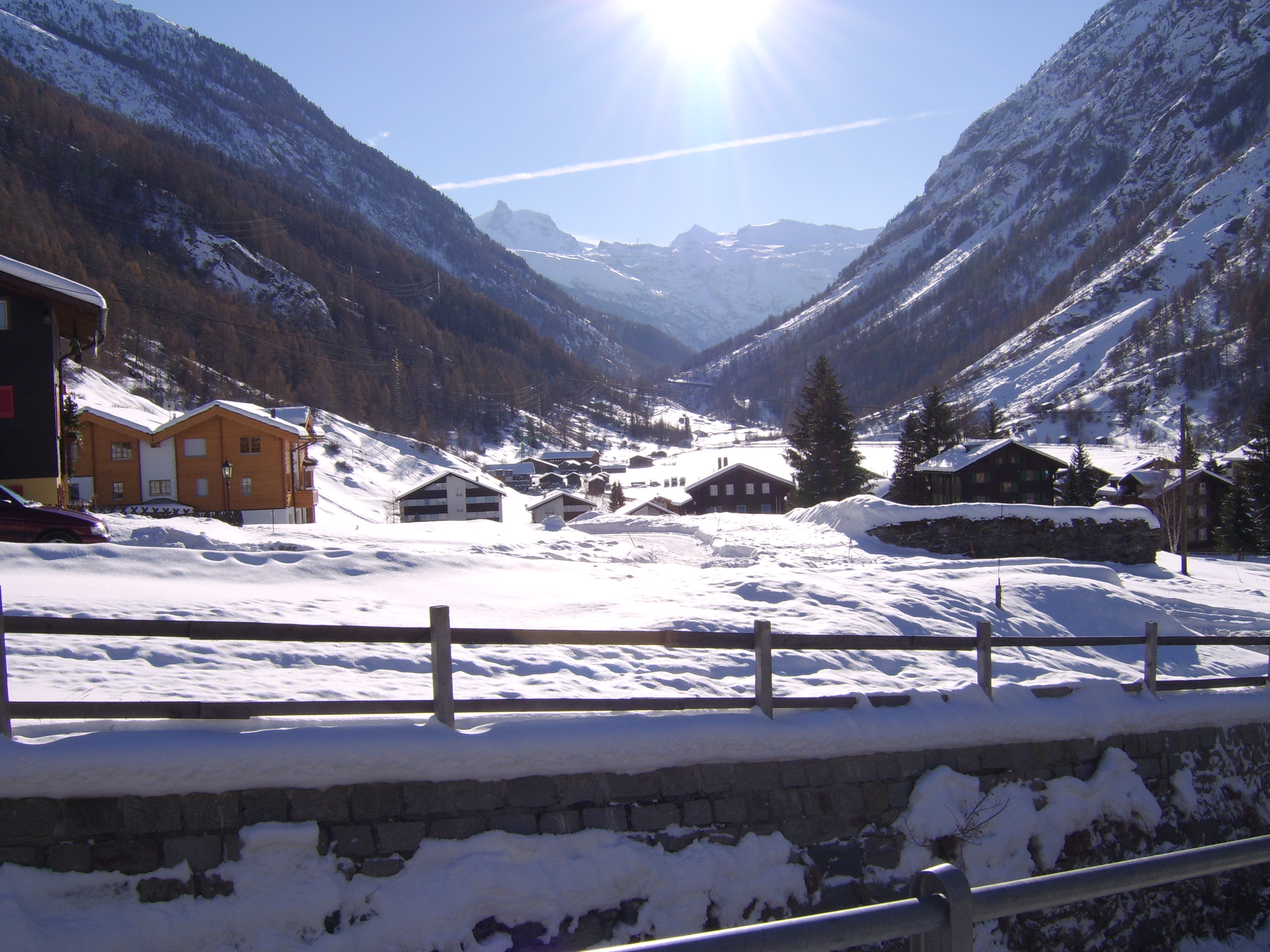